# Messor galla
Messor galla es una especie de hormiga del género Messor, subfamilia Myrmicinae. 

## Distribución
Esta especie se encuentra en Argelia, Benín, Burkina Faso, Chad, Eritrea, Etiopía, Ghana, Níger, Senegal, Somalia y Tanzania.